# My Foolish Heart
My Foolish Heart és una pel·lícula dels Estats Units dirigida per Mark Robson, estrenada el 1949.

## Argument[1]
Basat en un relat de J.D. Salinger, aquest reeixit melodrama va inaugurar la galeria de dones que pateixen en què s'especialitzaria Susan Hayward. Després d'una llarga absència, Mary Jane visita la seva amiga d'escola Eloise, i la filla d'Eloise, Ramona. Eloise beu massa i es casa infeliçment amb Lew Wengler. Eloise s'adorm i recorda el seu temps amb el seu amor veritable, Walt Dreiser, que ha de marxar cap al front al començament de la Segona Guerra Mundial. Recorda els esdeveniments que condueixen a la seva allunyament de Mary Jane, i com es va casar Lew amb Eloise en lloc de Mary Jane.

## Repartiment
- Dana Andrews: Walt Dreiser
- Susan Hayward: Eloise Winters
- Kent Smith: Lewis H. Wengler
- Lois Wheeler: Mary Jane
- Jessie Royce Landis: Martha Winters
- Robert Keith: Henry Winters
- Gigi Perreau: Ramona
- Karin Booth: Miriam Ball
- Todd Karns: L'escorta
- Phillip Pine: Sergent Lucey
- Martha Mears: La cantant
- Edna Holland: Dean Whiting
- Jerry Paris: Usher
- Marietta Canty: Grace
- Barbara Woodell: La recepcionista
- Regina Wallace: Sra. Crandall

## Premis i nominacions

### Nominacions
- 1950: Oscar a la millor actriu per Susan Hayward
- 1950: Oscar a la millor cançó original per Victor Young (música) i Ned Washington (lletra) per la cançó "My Foolish Heart"